# Appartamenti Horizon
Gli Appartamenti Horizon (in inglese: Horizon Apartments), conosciuto anche come The Horizon, è un grattacielo residenziale situato a Darlinghurst, quartiere di Sydney in Australia.

## Storia
Disegnato dall'architetto Harry Seidler, è stato costruito tra il 1990 e il 1998 dall'azienda Grollo Constructions di Melbourne. La sua costruzione ha suscitato diverse polemiche riguardo agli effetti di ombra causati dalla sua altezza (143,9 m).

## Descrizione
Il grattacielo è situato sulla 184 Forbes Street, all'incrocio tra la Liverpool e William Street.
L'edificio presenta 260 appartamenti per un totale di 32.000 m². 
Il suo particolare design ha permesso di ottenere appartamenti più ampi nei piani superiori, con balconi che si affacciano a est verso l'oceano Pacifico e ne massimizzano la vista. La posizione dell'immobile permette inoltre di beneficiare della vista sulla Opera House e Harbour Bridge.